# Dva druga, model' i podruga
Dva druga, model' i podruga (Два друга, модель и подруга) è un film del 1927 diretto da Aleksej Dmitrievič Popov.